# Argulus phoxini
Argulus phoxini is een visluizensoort uit de familie van de Argulidae. De wetenschappelijke naam van de soort is voor het eerst geldig gepubliceerd in 1871 door Leydig.